# Klaus Rifbjerg
Klaus Rifbjerg (Copenaghen, 15 dicembre 1931 – 4 aprile 2015) è stato uno scrittore e sceneggiatore danese vincitore del Nordic Council's Literature Prize nel 1970, conosciuto anche come critico letterario e giornalista; inoltre è stato editore della casa danese Gyldendal dal 1984 al 1991.
Nato nella capitale della Danimarca da genitori entrambi insegnanti, ma cresciuto nell'isola di Amager, situata nello stretto dell'Øresund, nei pressi dell'isola di Zelanda, studiò soprattutto la lingua e la Letteratura inglese, prima a Copenaghen poi presso l'Università di Princeton, negli Stati Uniti. Esordì come autore nel 1958 con il romanzo Den kroniske Uskyld, da cui il regista Edward Fleming ha tratto un film anni dopo, nel 1985. Come autore, ha scritto un po' di tutto: dalle raccolte di racconti alle storie per bambini, dai diari alle scene dei film. Dal 1959 al 1963 diresse l'importante rivista Vindrosen insieme al connazionale scrittore e filosofo Villy Sørensen.

## Filmografia
- Katinka - Storia romantica di un amore impossibile (Ved vejen), regia di Max von Sydow (1988)